# 陈于朝
陈于朝（？—？），辽东人，是一名清朝政治人物。
陈于朝曾接替王之仪任福州府知府一职，由蒋璷接任。